# Orgue de regalia
L'orgue de regalia o regal (també conegut com a orgue de taula) és un orgue de reduïdes dimensions normalment transportable i de vegades emplaçat en lloc fix (sobre una taula o a terra).
Està format per un sol teclat manual i un únic registre de llengüeta batent, normalment en diapasó de vuit peus. La seva extensió és d'unes tres octaves. Per generar l'aire, compta amb un parell de manxes darrere de l'instrument accionats manualment amb un operador.
A diferència de l'orgue positiu, el regal no compta amb tubs, sinó amb petits ressonadors normalment de fusta que allotgen una fina llengüeta de llautó que vibra amb el pas de l'aire. El so d'aquest instrument, poc melodiós, és més aviat penetrant, la qual cosa li permet ser escoltat fins i tot en llocs oberts.